# 費德維斯格拉本河
48°54′16″N 10°39′38″E / 48.90454°N 10.66048°E
費德維斯格拉本河是德國的河流，位於該國東南部，由巴伐利亞負責管轄，屬於羅拉赫河的左支流，河道全長2.7公里，流域面積1.3平方公里。